# 1990年スロバキア共和国国民評議会選挙
1990年スロバキア共和国国民評議会選挙は、チェコスロバキアを構成するスロバキア共和国の議会である国民評議会を構成する議員を選出するための選挙である。1990年6月8日と9日の2日間、投票が行われた。またチェコスロバキアの立法府である連邦議会両院（人民院と民族院）の選挙も同時に行われた。（→1990年チェコスロバキア連邦議会選挙）

## 基礎データ
- 選挙権：18歳以上
- 被選挙権：21歳以上
- 定数：150議席
- 選挙区：4選挙区
- 選挙制度：比例代表制

1. 有権者は全政党の候補者リストから一つを選択して投票。
2. 拘束名簿式であるが、候補者リストの中から4名までを選んで優先投票をすることも可能。
3. 議席配分はヘアー式（最大剰余方式）で選挙区ごとに行う。各選挙区での整数以下の未配分議席と未配分票は全国レベルで集計し、ヘアー式で配分。
4. 一定の優先投票を得た候補はリスト上位に上がることができる。

- 阻止条項：有効投票数3％以上

出典：国民評議会選挙 - 1990年　

## 主要政党
- 暴力に反対する公衆（VPN：Verejnosť proti násiliu）
1989年11月に結成されたスロバキア地域における広範な市民運動の連合体。チェコの市民フォーラムとともにチェコスロバキアの民主化運動を主導した。
- キリスト教民主運動（KDH：Kresťansko-demokratické hnutie）
1990年2月に結成されたキリスト教民主主義政党。
- スロバキア国民党（SNS：Slovenská národná strana）
1990年3月に結成されたナショナリズム政党。
- チェコスロバキア共産党（KSČ：Komunistická strana Československa）
1921年に結成された共産主義政党。
- 民主党（DS：Demokratická strana）
1944年9月、反ファシズム運動に参加していた非共産党系勢力によって結成。1948年2月の共産党政権成立後は活動を停止、一部勢力はスロバキア復興党（SSO：Strana slovenskej obrody）を結成し衛星政党として存続。1989年12月に党名をSSOからDSに戻し、中道右派政党として再出発した。
- 共存＝ハンガリー人キリスト教民主運動（ESWMK：Egyúttélés - Spolužitie - Wspólnota - Soužití, Maďarské kresťansko-demokratické hnutie）
スロバキア国内に居住するハンガリー系住民を中心とする民族少数派の「共存」（ESWS：Egyúttélés - Spolužitie - Wspólnota - Soužití）とハンガリー人の中道右派政党であるハンガリー人キリスト教民主運動（MKDH：Maďarské kresťansko-demokratické hnutie）による連合リスト。

## 選挙結果
| 登録有権者数   | 3,622,650 |
| 投票用紙発行数 | 3,455,651 |
| 投票率         | 95.39%    |
| 有効投票数     | 3,377,726 |

| 政党（政党連合）                           | 得票数    | 得票率 | 議席数 | 議席率 |
| ------------------------------------------ | --------- | ------ | ------ | ------ |
| 暴力に反対する公衆 VPN                     | 991,285   | 29.35% | 48     | 32.0%  |
| キリスト教民主運動 KDH                     | 648,782   | 19.21% | 31     | 20.7%  |
| スロバキア国民党 SNS                       | 470,984   | 13.94% | 22     | 14.7%  |
| チェコスロバキア共産党 KSC                 | 450,855   | 13.35% | 22     | 14.7%  |
| 共存＝ハンガリー人キリスト教民主運動 ESWMK | 292,636   | 8.86%  | 14     | 9.3%   |
| 民主党 DS                                  | 148,567   | 4.40%  | 7      | 4.7%   |
| 緑の党 SZ                                  | 117,871   | 3.49%  | 6      | 4.0%   |
| 農業者･農村連合 SPV                        | 85,060    | 2.52%  | 0      | 0.0%   |
| その他の政党                               | 171,686   | 5.09%  | 0      | 0.0%   |
|                                            | 3,377,726 |        | 150    |        |

出典：POČET PLATNÝCH HLASOV、Pocet mandatov pre politicke strany vo volbach do SNR 1990。スロバキア統計局（2012年7月7日閲覧）　